# Плохово
Плохово (пол. Płochowo) — село в Польщі, у гміні Ґоньондз Монецького повіту Підляського воєводства.
Населення — 42 особи (2011).
У 1975-1998 роках село належало до Ломжинського воєводства.

## Демографія
Демографічна структура станом на 31 березня 2011 року:
|          | Загалом | Допрацездатний вік | Працездатний вік | Постпрацездатний вік |
| -------- | ------- | ------------------ | ---------------- | -------------------- |
| Чоловіки | 20      | 4                  | 11               | 5                    |
| Жінки    | 22      | 4                  | 9                | 9                    |
| Разом    | 42      | 8                  | 20               | 14                   |